# Merrittia
Merrittia là một chi thực vật có hoa trong họ Cúc (Asteraceae).

## Loài
Chi Merrittia gồm các loài: